# Jaime Rodrigues de Carvalho
Jaime Rodrigues de Carvalho (Salvador, 9 de dezembro de 1911 — Rio de Janeiro, 4 de maio de 1976), funcionário público aposentado, foi um dos mais apaixonados torcedores do Flamengo. Foi o primeiro grupo a levar música, a camisa de jogo e faixas aos estádios. Por conta da música, de qualidade duvidosa foi batizado de "charanga", em tom jocoso, por Ary Barroso. Nascia, então, a primeira torcida organizada do Brasil, do modo que é vista nos estádios.

## A Charanga
A ideia de levar um grupo musical para dentro de um estádio ocorreu na véspera da partida decisiva do Campeonato Carioca de 1942. Naquele sábado anterior à final, Jaime e um amigo esperaram até de noite para conseguir a única bandeira do Flamengo existente na cidade, hasteada no mastro da sede do clube. Depois ficaram até de madrugada a tingir um morim – tecido de algodão, branco e fino – de vermelho e preto com a inscrição: “Avante, Flamengo!”. Na manhã seguinte, em 11 de outubro, Jaime chegou cedo ao estádio da rua Álvaro Chaves para a disputa contra o Fluminense em companhia de cerca de quinze músicos, portando um trombone, dois clarins e mais dez instrumentos rítmicos. A presença daquela turma ruidosa instalada nas arquibancadas causou espanto, pois até aquele momento a música só fazia parte das comemorações fora do estádio, ora nos cafés ora nas ruas, com os desfiles de carro a imitar os corsos do carnaval.

## Biografia
Foi chefe da torcida brasileira nas Copas do Mundo de 1950, 1954 e 1966.
Permaneceria no comando da Charanga até o seu falecimento. Enfermo no Hospital Federal dos Servidores do Estado, não deixaria de enviar cartas à seção de leitores dos jornais da cidade, de onde continuaria a instruir os torcedores e a propagar seu ideais pedagógico-nacionalistas, expressos em lemas como "O Flamengo ensina a amar o Brasil sobre todas as coisas" e "Onde encontrares um flamengo, encontrarás um amigo". Antes de ser acometido por um câncer, em 4 de maio de 1976, passaria a liderança da torcida à sua mulher, Laura, que manteria ativa a Charanga durante a década de 80.